# اترتایپ
اترتایپ یک فیلد دوتایی در مبنای هشت در یک فریم اترنت است که برای نشان دادن اینکه کدام پروتکل در بدنه قاب و در انتهای مقصد توسط لایه پیوند داده برای تعیین نحوه پردازش بدنه کپسوله شده است. همچنین این فیلد برای نشان دادن اندازه برخی از فریم‌های اترنت نیز استفاده می‌شود.
اترتایپ همچنین به عنوان پایه پروتکل برچسب گذاری VLAN 802.1Q استفاده می‌شود و بسته‌ها را از وی‌لَن‌ها برای انتقال مالتی پلکس با سایر ترافیک وی‌لَن‌های دیگر روی یک ترانک اترنت کپسوله می‌کند.
اترتایپ ابتدا توسط استاندارد Ethernet frame II تعریف شد و در ادامه برای استاندارد IEEE 802.3 همگام سازی شد. مقادیر اترتایپ توسط مرجع ثبت IEEE تخصیص داده می‌شود.

## بررسی اجمالی

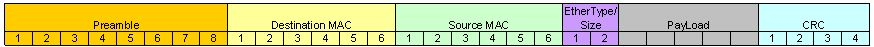
یک فریم اترنت شامل فیلد اترتایپ. هر شکاف پایینی یک اکتت را مشخص می‌کند. اترتایپ دو اکتت طول دارد.

در پیاده‌سازی‌های مدرن اترنت، فیلدی که شامل قاب اترنت است برای توصیف اترتایپ استفاده می‌شود به علاوه می‌تواند برای نشان دادن اندازه بدنه بار فریم اترنت هم استفاده شود. در گذشته، بسته به نوع قاب اترنت که در یک بخش استفاده می‌شد، دو تفسیر به‌طور همزمان معتبر بودند، که منجر به ابهام بالقوه می‌شدند. ابتدا در استاندارد Ethernet II این اکتت‌ها نشان دهنده اترتایپ بودند در حالی که در استاندارد فریم‌بندی IEEE 802.3 این اکتت‌ها نشان‌دهنده اندازه بدنه در واحد بایت بودند.
به منظور امکان استفاده از فریم Ethernet II و IEEE 802.3 در یک بخش اترنت، استاندارد یکسانِ IEEE 802.3x-1997 معرفی شد که مستلزم آن بود که مقادیر اترتایپ بزرگتر یا مساوی با عدد ۱۵۳۶ باشد. این مقدار به این دلیل انتخاب شد که حداکثر طول (MTU) فیلد داده یک فریم اترنت ۸۰۲٫۳ ۱۵۰۰ و ۱۵۳۶ بایت و معادل عدد ۶۰۰ در سیستم اعداد مبنای شانزده است؛ بنابراین، مقادیر ۱۵۰۰ و کمتر برای این فیلد نشان می‌دهد که این فیلد به عنوان اندازه بدنه فریم اترنت استفاده می‌شود در حالی که مقادیر ۱۵۳۶ و بالاتر نشان می‌دهد که این فیلد برای نشان دادن یک اترتایپ استفاده می‌شود. مقادیر ۱۵۰۱–۱۵۳۵ تفسیر نشده‌اند.
انتهای یک فریم که توسط یک Frame check sequence معتبر بررسی شده برای کدگذاری خط برای یک لایه فیزیکی اترنت مشخص می‌شود؛ بنابراین طول قاب به عنوان یک مقدار در فریم اترنت همیشه نیاز به کدگذاری ندارد. با این حال، از آنجایی که حداقل طول بدنه یک فریم اترنت ۴۶ بایت است، پروتکلی که از اترتایپ استفاده می‌کند باید در صورت لزوم طول فیلد بدنه خود را برای گیرنده فریم تعیین کند تا طول کوتاه‌ترین بسته‌ها (در صورت مجاز بودن) برای آن پروتکل، مشخص شود.

## برچسب گذاری VLAN

درج تگ VLAN 802.1Q (چهار اکتت) در یک فریم Ethernet-II، با یک آرایش VLAN معمولی از یک شناسه پروتکل برچسب (TPID) مقدار EtherType 0x8100

در برچسب گذاری VLAN 802.1Q از مقدار "EtherType 0x8100" استفاده می‌شود که اجزای بدنه آن شامل یک شناسه کنترل تگ ۱۶ بیتی (TCI) و به دنبال آن یک فریم اترنت است که با یک فیلد اترتایپ برای مصرف توسط ایستگاه‌های پایانی شروع می‌شود. IEEE 802.1ad این برچسب‌گذاری را با جفت‌های اترتایپ و TCI تو در تو گسترش می‌دهد.

## فریم‌های جامبو
اندازه محموله فریم‌های جامبو غیر استاندارد، معمولاً ۹۰۰۰ بایت است، که معمولاً با محدوده مورد استفاده توسط اترتایپ برخورد می‌کند و نمی‌توانند برای نشان دادن طول چنین فریمی استفاده شوند. پیشنهاد برای حل این تضاد، جایگزینی مقدار ویژه "EtherType 0x8870" بود، که در غیر این صورت از یک طول استفاده می‌شد. با این حال، این پیشنهاد پذیرفته نشد. رئیس IEEE 802.3 در آن زمان، جف تامپسون بود که به پیش نویسی که موضع رسمی IEEE 802.3 و دلایل این موقعیت آن را تشریح می‌کرد پاسخ داد. نویسندگان پیش نویس نیز به نامه رئیس پاسخ دادند، اما هیچ پاسخ بعدی از IEEE 802.3 ثبت نشده است.
این پیش نویس در حالی که منحل شده بود، در روترهای سیسکو پیاده‌سازی شد و در اجرای IS-IS از آنها استفاده می‌شود.

## استفاده فراتر از اترنت
با ظهور مجموعه استانداردهای IEEE 802، یک هدر پروتکل Subnetwork Access یا به اختصار (SNAP) که شامل یک هدر IEEE 802.2 LLC برای فرستادن اترتایپ یک بدنه در شبکه‌های IEEE 802 به غیر از اترنت در شبکه‌هایی که از هدر IEEE 802.2 LLC استفاده می‌کنند، مانند FDDI، استفاده می‌شود.

## ثبت
مرجع ثبت IEEE، اترتایپها را در قالب لیست منتشر می‌کند. مرجع واگذاری اعداد در اینترنت فهرست جداگانه‌ای از برخی ثبت‌های اترتایپ‌ها دارد که از چندین منبع، از جمله فهرست مرجع ثبت IEEE و برخی فهرست‌های دیگر، گردآوری شده است.

## مقادیر
| EtherType (دستگاه اعداد پایه ۱۶) | EtherType (ده‌دهی) | Protocol                                                                                       |
| -------------------------------- | ----------------- | ---------------------------------------------------------------------------------------------- |
| 0x0800                           | 2048              | پروتکل اینترنت نسخه ۴ (IPv4)                                                                   |
| 0x0806                           | 2054              | پروتکل تفکیک آدرس (ARP)                                                                        |
| 0x0842                           | 2114              | بیدارشدن از شبکه                                                                               |
| 0x2000                           | 8192              | Cisco Discovery Protocol                                                                       |
| 0x22EA                           | 8938              | Stream Reservation Protocol                                                                    |
| 0x22F0                           | 8944              | Audio Video Transport Protocol (AVTP)                                                          |
| 0x22F3                           | 8947              | IETF TRILL Protocol                                                                            |
| 0x6002                           | 24578             | دیجیتال ایکویپ‌منت کورپوریشن MOP RC                                                             |
| 0x6003                           | 24579             | DECnet Phase IV, DNA Routing                                                                   |
| 0x6004                           | 24580             | دیجیتال ایکویپ‌منت کورپوریشن LAT                                                                |
| 0x8035                           | 32821             | Reverse Address Resolution Protocol (RARP)                                                     |
| 0x809B                           | 32923             | AppleTalk (EtherTalk)                                                                          |
| 0x80F3                           | 33011             | AppleTalk Address Resolution Protocol (AARP)                                                   |
| 0x8100                           | 33024             | VLAN-tagged frame (IEEE 802.1Q) and Shortest Path Bridging IEEE 802.1aq with NNI compatibility |
| 0x8102                           | 33026             | Simple Loop Prevention Protocol (SLPP)                                                         |
| 0x8103                           | 33027             | Virtual Link Aggregation Control Protocol (VLACP)                                              |
| 0x8137                           | 33079             | تبادل بسته درون شبکه‌ای                                                                         |
| 0x8204                           | 33284             | QNX                                                                                            |
| 0x86DD                           | 34525             | پروتکل اینترنت نسخه ۶ (IPv6)                                                                   |
| 0x8808                           | 34824             | Ethernet flow control                                                                          |
| 0x8809                           | 34825             | Ethernet Slow Protocols such as the تجمیع ارتباط (LACP)                                        |
| 0x8819                           | 34841             | CobraNet                                                                                       |
| 0x8847                           | 34887             | راهگزینی برچسب چندقرارداری unicast                                                             |
| 0x8848                           | 34888             | راهگزینی برچسب چندقرارداری multicast                                                           |
| 0x8863                           | 34915             | PPPoE Discovery Stage                                                                          |
| 0x8864                           | 34916             | PPPoE Session Stage                                                                            |
| 0x887B                           | 34939             | HomePlug 1.0 MME                                                                               |
| 0x888E                           | 34958             | EAP over LAN (IEEE 802.1X)                                                                     |
| 0x8892                           | 34962             | PROFINET Protocol                                                                              |
| 0x889A                           | 34970             | HyperSCSI (SCSI over Ethernet)                                                                 |
| 0x88A2                           | 34978             | ATA over Ethernet                                                                              |
| 0x88A4                           | 34980             | اترکت Protocol                                                                                 |
| 0x88A8                           | 34984             | Service VLAN tag identifier (S-Tag) on Q-in-Q tunnel                                           |
| 0x88AB                           | 34987             | Ethernet Powerlink                                                                             |
| 0x88B8                           | 35000             | GOOSE (Generic Object Oriented Substation event)                                               |
| 0x88B9                           | 35001             | GSE (Generic Substation Events) Management Services                                            |
| 0x88BA                           | 35002             | آی‌ئی‌سی ۶۱۸۵۰                                                                                   |
| 0x88BF                           | 35007             | MikroTik RoMON (unofficial)                                                                    |
| 0x88CC                           | 35020             | پروتکل اکتشاف لایه پیوند (LLDP)                                                                |
| 0x88CD                           | 35021             | SERCOS III                                                                                     |
| 0x88E1                           | 35041             | HomePlug Green PHY                                                                             |
| 0x88E3                           | 35043             | Media Redundancy Protocol (IEC62439-2)                                                         |
| 0x88E5                           | 35045             | IEEE 802.1AE MAC security (MACsec)                                                             |
| 0x88E7                           | 35047             | Provider Backbone Bridges (PBB) (IEEE 802.1ah)                                                 |
| 0x88F7                           | 35063             | Precision Time Protocol (PTP) over IEEE 802.3 Ethernet                                         |
| 0x88F8                           | 35064             | NC-SI                                                                                          |
| 0x88FB                           | 35067             | Parallel Redundancy Protocol (PRP)                                                             |
| 0x8902                           | 35074             | IEEE 802.1ag Connectivity Fault Management (CFM) Protocol / ITU-T Recommendation Y.1731 (OAM)  |
| 0x8906                           | 35078             | Fibre Channel over Ethernet (FCoE)                                                             |
| 0x8914                           | 35092             | FCoE Initialization Protocol                                                                   |
| 0x8915                           | 35093             | آر.دی.ام.ای روی اترنت همگرا (RoCE)                                                             |
| 0x891D                           | 35101             | TTEthernet Protocol Control Frame (TTE)                                                        |
| 0x893a                           | 35130             | 1905.1 IEEE Protocol                                                                           |
| 0x892F                           | 35119             | افزونگی بدون درز با در دسترس بودن بالا (HSR)                                                   |
| 0x9000                           | 36864             | پروتکل تست پیکربندی اترنت                                                                      |
| 0xF1C1                           | 61889             | Redundancy Tag (IEEE 802.1CB Frame Replication and Elimination for Reliability)                |